# عامل بحرانی موفقیت
عامل حیاتی موفقیت (به انگلیسی: Critical Success Factor) (CSF) عبارتی در برنامه‌ریزی راهبردی است که عامل‌های اصلی موفقیت را در سطوح مختلف سازمان در رسیدن به اهداف سازمان توصیف می‌کند.
در واقع عوامل حیاتی موفقیت فاکتورهایی هستند که عدم حصولشان، منجر به شکست سازمان در رسیدن به اهداف کلی یا شکست در رسیدن به نتایج استراتژی‌های سازمانی می‌گردد.

### عوامل اصلی موفقیت انسان‌های موفق
انسان‌هایی که در جهان به موفقیت دست پیدا کردند در اصل پیرو 3 اصل زیر بودند:
- هدف فعالیت خود را مشخص کردند
- بر اساس هدف مشخص شده برنامه ریزی کردند
- برنامه ریزی‌های خود را اجرا کردند

در نهایت نیز به موفقیت رسیدند.
هرکدام از قسمت‌های پازل در جای خودش به پازل زیبایی می‌آفرید، درصورتی که قسمتی از اصول موفقیت را نادیده بگیرید قطعا چیزی که عاید شما میشود شکست است.